# Murat Jumakeyev
Murat Jumakeyev (27 novembre 1973) è un ex calciatore kirghiso, di ruolo difensore.